# Scleria natalensis
Scleria natalensis là loài thực vật có hoa trong họ Cói. Loài này được Boeckeler ex C.B.Clarke miêu tả khoa học đầu tiên năm 1898.